# Сосновка (Красногорский район)
Сосновка — посёлок в Красногорском районе Алтайского края. Входит в состав Усть-Кажинского сельсовета.

## География
Расположен на левом берегу реки Бия напротив села Сайдып.

## Население
| 1997 | 1998 | 1999 | 2000 | 2001 | 2002 | 2003 | 2004 | 2005 | 2006 |
| ---- | ---- | ---- | ---- | ---- | ---- | ---- | ---- | ---- | ---- |
| 252  | ↗260 | ↘250 | ↘243 | ↗244 | ↘209 | ↘193 | ↘169 | ↘168 | ↗172 |
| 2007 | 2008 | 2009 | 2010 | 2011 | 2012 | 2013 |      |      |      |
| ↘170 | ↗185 | ↘169 | ↘137 | →137 | ↗138 | ↘134 |      |      |      |

Национальный состав
Согласно результатам переписи 2002 года, в национальной структуре населения русские составляли 91 %.